# فهرست‌های روستاهای ایران بر پایه استان
برای دیدن فهرست‌ها روی نام هر استان کلیک کنید:
- آذربایجان شرقی
- آذربایجان غربی
- اردبیل
- اصفهان
- البرز
- ایلام
- بوشهر
- تهران
- چهارمحال و بختیاری
- خراسان جنوبی
- خراسان رضوی
- خراسان شمالی
- خوزستان
- زنجان
- سمنان
- سیستان و بلوچستان
- فارس
- قزوین
- قم
- کردستان
- کرمان
- کرمانشاه
- کهگیلویه و بویراحمد
- گلستان
- گیلان
- لرستان
- مازندران
- هرمزگان
- همدان
- یزد
- مرکزی